# Richard Linderbäck
Richard David Linderbäck, född 5 oktober 1975, har arbetat som journalist, programledare och manusförfattare inom TV och radio.
Under sena tonåren arbetade Linderbäck på Sveriges Radio P3, bland annat med programmet Tvål. Han hade även mindre roller i Hassan. Från hösten 1995 och under 1996 var han VJ och programledare i ZTV för program som Färg-TV och Pop TV. Från hösten 1999 var han även programledare för underhållningsprogrammet TV-huset på samma kanal.